# Gerolamo Emiliani
Jeroni Emiliani, nascut Gerolamo Emiliani o Miani, conegut com a Jeroni Emilià, (Venècia, 1481 - Somasca, Llombardia, 8 de febrer de 1537) va ser un prevere italià, fundador de l'orde dels Clergues Regulars de Somasca. Va ser canonitzat i és venerat com a sant per l'Església Catòlica i considerat sant patró dels orfes i nens abandonats.

## Biografia
Gerolamo Emiliani va néixer a Venècia, quart i últim fill d'Angelo Emiliani (anomenat també Miani) i Eleonora Mauroceni; era una família noble, però empobrida. Possiblement, comencés a estudiar però va decidir de fer la carrera militar: entrà a l'exèrcit. Llavors Veència estava en guerra contra altres potències europees que formaven la Lliga de Cambrai. L'agost de 1511, a la defensa de Quero, va ser detingut i empresonat al castell. Com va passar amb Ignasi de Loiola, Gerolamo va tenir temps de meditar sobre la caducitat de les glòries del món i troba en la pregària el consol. Sense que es pugui explicar com, el 27 de setembre de 1511, Gerolamo va trobar-se lliure: el sant sempre atribuí a la Mare de Déu l'alliberment, considerant-lo com un miracle. Per això va marxar com a pelegrí al santuari de la Mare de Déu de Treviso.
En acabar la guerra, el 1516, va ser nomenat podestà (magistrat de Venècia) a Quero, càrrec que tindrà fins al 1527. Després, tornà a Venècia. Mentrestant, la seva vida va canviar radicalment, centrant-la en la pràctica religiosa, la lectura i la meditació pietosa, sota la direcció espiritual d'un sacerdot. Va estudiar teologia i es dedicà a fer obres de caritat.
Va ser ordenat sacerdot el 1518, treballant en hospitals i asils per a pobres. L'any 1528 va haver-hi una gran epidèmia de pesta i fam, i Jeroni Emiliani va intentar ajudar qui pogués, especialment els orfes, el nombre dels quals havia crescut molt. Va llogar una casa prop de l'església de Santa Rosa on, amb l'ajut d'alguns laics devots, va tenir cura de les necessitats d'aquests orfes, fins que hi emprà tota la fortuna que tenia, venent totes les seves possessions. A més, atenia l'hospital per a inguaribles que havia fundat Sant Gaietà de Thiene, amb qui feu amistat, com també amb Gian Pietro Carafa, futur Pau IV. Va contraure la pesta, però se'n recuperà, cosa que interpretà com un senyal diví.
El 6 de febrer de 1531 deixà la seva casa pairal i anà a viure a San Rocco, amb un grup de trenta nens del carrer als que va educar i catequitzar. Creà una escola d'arts i oficis per ensenyar als nens oficis amb els quals pogués guanyar-se la vida: el lema i principi pedagògic que seguia era: "pregària, caritat i treball", amb els quals els joves podrien tenir les regnes de la seva vida.
En 1531 anà a Verona i convencé els ciutadans per construir un hospital. En Brèscia i Bergamo, va aixecar orfenats, un per a nens i un altre per a nenes; també va fundar la primera casa per a dones "perdudes" que volien refer la seva vida.

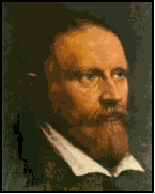
Retrat del sant
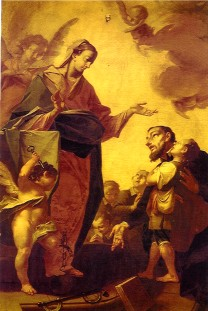
Pintura de Carlo Carlone, s. XVIII
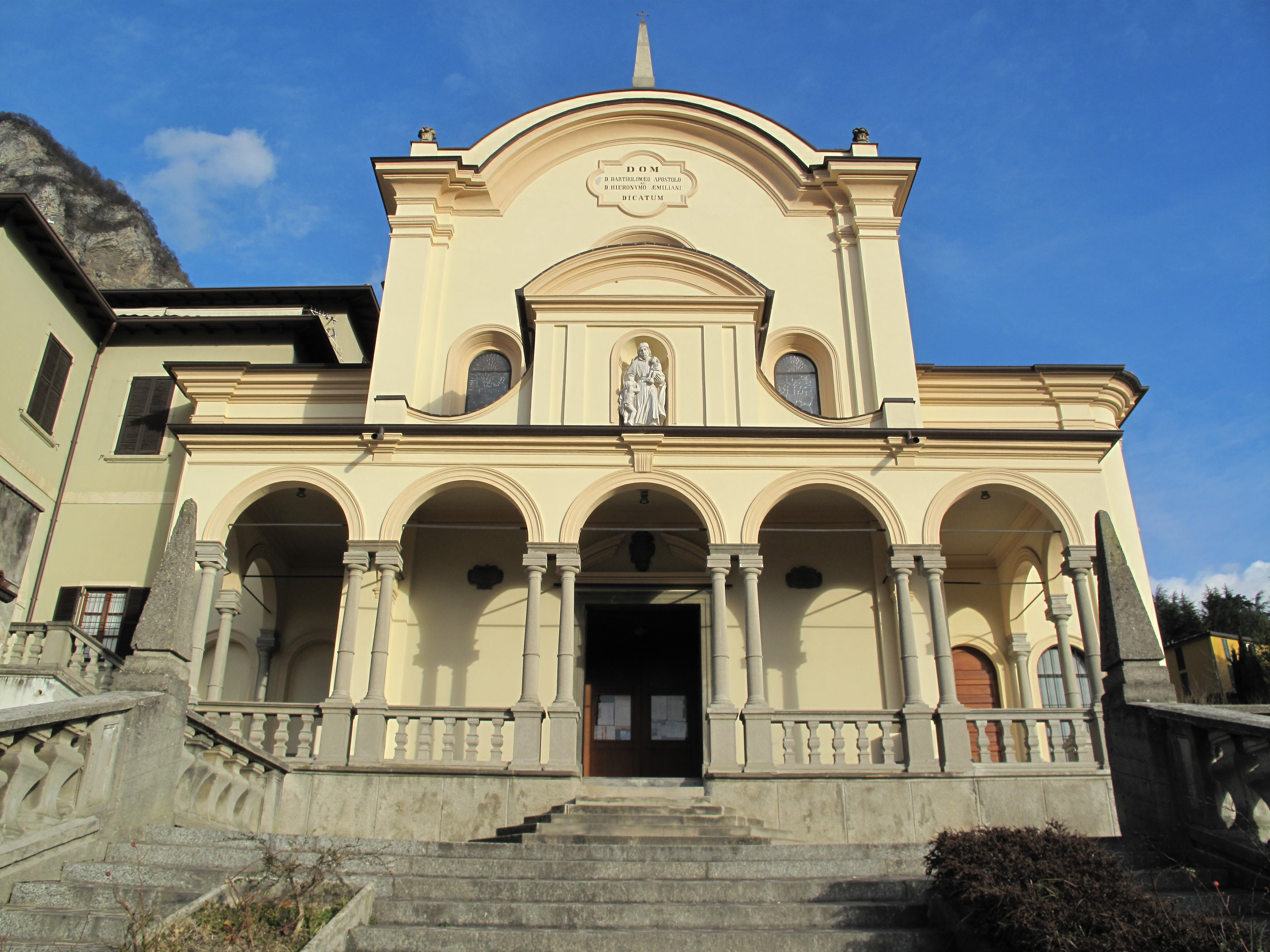
Santuari de Somasca
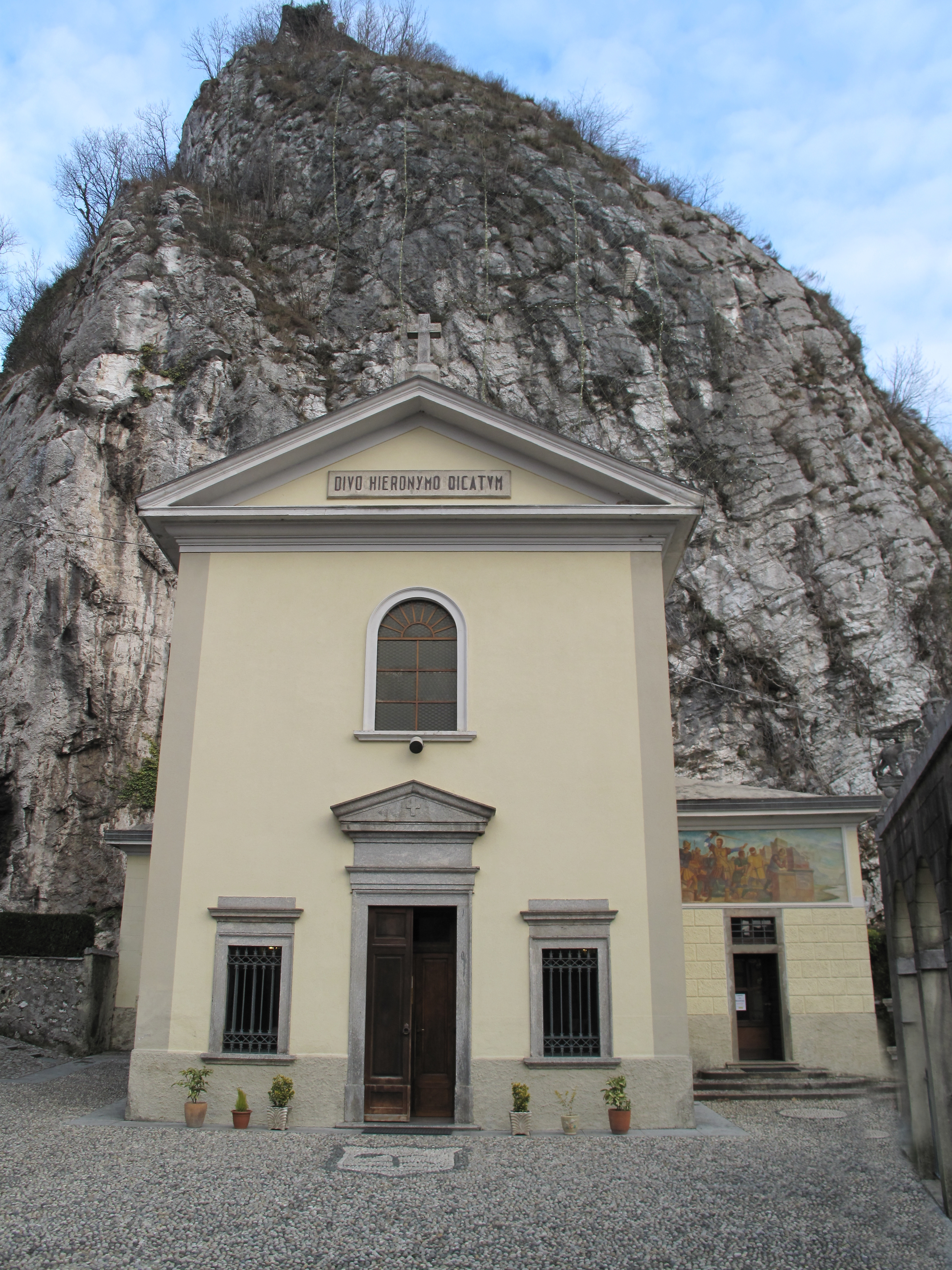
Capella de San Girolamo a la "Valletta" (Somasca)

## Fundació dels Clergues Regulars de Somasca
Va fundar establiments de caritat a Milà, Pavia i Como. Dos preveres, Alessandro Besuzio i Agostino Bariso, van treballar amb ell fent obres de caritat; amb aquests i d'altres companys, sacerdots i laics, Gerolamo fundà en 1532 una societat religiosa, la casa mare de la qual va ser a Somasca, petit llogarret de Vercurago entre Milà i Bergamo. Anomenats Servents dels Pobres, van rebre l'aprovació de Pau III en 1540 i Pius IV la convertí en orde religiós, rebent llavors el nom de Clergues Regulars de Somasca i van ser coneguts com a somascos. Emiliani en va redactar la regla i prescriví que la principal missió de l'orde era la cura dels orfes, pobres i malalts. A més, les cases, menjar i robes de l'orde havien de mostrar l'austeritat adequada. A Somasca, a la vall de San Martino i vora el llac, va aixecar una llar per als orfes, amb una escola de lletres i un seminari per als membres de l'orde; s'hi ensenyaven estudis de primeres lletres, treballs agrícoles, enquadernació i torneria.
El 1535 tornà a Venècia, per reorganitzar les seves fundacions, que havien anat creixent i escapaven del control dels administradors. Un cop resolt el problema, va tornar a Llombardia, tot passant per Vicenza, Verona, Brèscia iBergamo. A Pavia va crear una nova fundació i a Brèscia un capítol del nou orde.
El cardenal Carafa el cridà a Roma perquè hi fundés orfenats i escoles com les que havia fet a Llombardia. Cap al final del 1536, hi hagué una epidèmia a la vall de San Martino. Mentre tenia cura dels malalts, Gerolamo Emiliani va contraure la malaltia, el gener de 1537, morint el 8 de febrer. En morir, donà als seus deixebles, que l'acompanyaven, el seu testament espiritual: "Seguiu la via del Crucifix, ameu-vos els uns als altres, serviu els pobres".

## Veneració
Mort en llaor de santedat, va ser enterrat al Santuari de Somasca, casa mare de l'orde. Va ser beatificat per Benet XIV en 1747, i canonitzat per Climent XIII en 1767. Quan va ser inclòs al santoral va assignar-s'hi com a festivitat el 20 de juliol; des de 1969, Pau VI va traslladar la festa al dies natalis, el 8 de febrer.